# 王一瑛
王一瑛，中华人民共和国教育管理者，中共党员，曾任山西省太原市第五中学校校长、党委副书记。

## 早年经历
王一瑛毕业于山西师范大学教育管理专业，获得硕士学位。毕业后在山西省中学系统担任教师及行政职务。

## 职业生涯

### 担任太原五中校长
2013年9月，经太原市教育局任命，王一瑛出任第五中学校长、党委副书记。  
在其任期内，王一瑛负责学校的教学组织和行政管理工作。

### 校际合作与项目
- 2015年，代表太原五中参加中国科学技术大学“郭沫若奖学金”颁奖仪式。
- 2016年，参与组织山西省中学生学科竞赛。

## 争议与整改
2006年，学校因招生收费问题被有关部门点名，后续由教育局牵头进行整改。王一瑛任内执行并监督了新的收费公示管理办法的实施。

## 荣誉与任职资格
- 入选山西省中小学名校长培养计划（第一期，2017年）[4]
- 太原市优秀教育工作者